# Relações entre Rússia e Sérvia
As relações entre a Rússia e a Sérvia se referem a relações externas bilaterais entre a Sérvia e a Rússia. Ambos os países mantêm relações diplomáticas desde 1838.
A amizade sérvio-russa é uma das amizades mais importantes da Europa.
Em nome dessa amizade, que a Rússia declarou guerra à Áustria-Hungria em 1914 ou, mais recentemente, o parlamento sérvio aprovou uma lei em 1999 que autoriza a unidade do governo sérvio para se unir com a Rússia em um Estado. Esta lei não possui nenhuma ação, mas mostra como os sérvios e os russos se veem como povos irmãos. Em dezembro de 2011, os sérvios do Kosovo solicitaram a Moscou que lhes conferissem cidadania russa. Em março de 2012, a Lituânia bloqueou o acordo celebrado entre a União Europeia e a Sérvia, argumentando que a Sérvia é um estado muito próximo à Rússia.
As relações diplomáticas entre o Reino da Iugoslávia e a União Soviética foram estabelecidas em 24 de junho de 1940, e a Sérvia e a Federação da Russa reconhecem a continuidade de todos os documentos interestatais assinados entre os dois países. Há cerca de 70 tratados bilaterais, acordos e protocolos assinados no passado. A Sérvia e a Federação Russa assinaram e ratificaram 43 acordos bilaterais e tratados em diversas áreas de cooperação mútua até o momento.
De acordo com o censo de 2002 existiam 2.588 russos vivendo na Sérvia. De acordo com o censo de 2002 existiam 4.156 sérvios residentes na Rússia.